# Любовни сънища
„Любовни сънища“ е български-италиански телевизионен филм (психологическа драма) от 1994 година, по сценарий и режисура на Иван Ничев. Оператор е Георги Николов. Създаден е по новела на Стефан Цвайг. Музиката във филма е композирана от Стефан Димитров. Художник Анна Маркова.
Филмът е с посвещение: „На Стефан Цвайг с любов“.

## Актьорски състав
| Изпълнител         | Роля               |
| ------------------ | ------------------ |
| Ивайло Цветков     | Едгар М. (дете)    |
| Таня Димитрова     | майката            |
| Валтер Тоски       | пианистът-любовник |
| Татяна Лолова      |                    |
| Илиана Селимска    |                    |
| Бойка Велкова      | Ирене              |
| Анета Сотирова     |                    |
| Кръстьо Лафазанов  |                    |
| Николай Бинев      |                    |
| Асен Миланов       | келнера            |
| Албена Владимирова |                    |
| Стоян Алексиев     |                    |
| Теодор Юруков      | салонния управител |